# Paquita Jolis Puig
Pour les articles homonymes, voir Jolis et Puig.
Paquita Jolis Puig, née le 18 novembre 1916 à Amer, en Catalogne, et morte à Marseille le 16 août 1982, est une anarchiste et féministe espagnole.

## Biographie
Pendant la Seconde République espagnole, elle milite activement dans la Fédération ibérique des jeunesses libertaires de Premià de Dalt. En 1936, elle crée avec sa sœur Assumpció et un groupe d'une vingtaine de femmes, le chapitre local du Groupe « Mujeres Libres ». Ce groupe contribuera de manière décisive au développement de la municipalité et promouvra la création du Musée de physique et sciences naturelles.
Avec la victoire de Francisco Franco pendant la Guerre civile espagnole, Paquita Jolis Puig se voit obligée de s'exiler en France. Elle est alors active dans la fédération locale militante de la Confédération nationale du travail (CNT) à Marseille.
Paquita Jolis Puig est morte le 16 août 1982, à Marseille.

## Articles liés
- Anarcha-féminisme
- Révolution sociale espagnole de 1936
- Droits des femmes en Espagne